# استیو کیس
استیو کیس (انگلیسی: Steve Case؛ زادهٔ ۲۱ اوت ۱۹۵۸) کارآفرین، بازرگان و مدیر عامل اجرایی اهل ایالات متحده آمریکا است، که در سال ۱۹۸۳ شرکت ای‌اوال را تأسیس نمود.